# Para no verte más
«Para no verte más» es una canción de la banda de rock y ska argentina La Mosca Tsé-Tsé, e incluida en el álbum Vísperas de carnaval. La canción fue lanzada en el año de 1999 y es el primer sencillo del disco.

## Videos musicales
El videoclip está disponible en Youtube en el canal oficial de la banda desde el año 2009. El video tiene más de 58 millones de vistas en su canal oficial VEVO. RAAA

## Lista de canciones

### Descarga digital[6]
| Para no verte más — Single |                                  |          |  |
| N.º                        | Título                           | Duración |  |
| 1.                         | «El demonio (está en esa mujer)» | 3:24     |  |
| 2.                         | «Para no verte más»              | 3:14     |  |

## Otras versiones
- Los Coleguitas de Venezuela, banda venezolana de rock[7]
- Planeta No, banda chilena de rock y pop[8][9]
- Thalía junto con Kenia Os para su album tributo Thalía's Mixtape en 2023.[10][11]

## Posicionamiento en listas
| Lista (2000-2001)                           | Mejor posición |
| ------------------------------------------- | -------------- |
| Colombia (EFE)                              | 2              |
| Estados Unidos (Billboard Hot Latin Tracks) | 24             |
| Estados Unidos (Billboard Latin Pop Songs)  | 16             |